# Châtel-Montagne
Châtel-Montagne település Franciaországban, Allier megyében. Lakosainak száma 321 fő (2022. január 1.). Châtel-Montagne Arfeuilles, Le Breuil, Isserpent, Le Mayet-de-Montagne, Nizerolles, Saint-Clément és Saint-Nicolas-des-Biefs községekkel határos.

## Népesség
A település népességének változása:
| Lakosok száma | 572  | 426  | 400  | 426  | 380  | 363  | 347  | 324  | 321  | 321  |
|               | 1968 | 1982 | 1990 | 2006 | 2013 | 2015 | 2017 | 2019 | 2020 | 2022 |